# Piatra Tăiată
Piatra Tăiată (în maghiară Vágottkő) este un sit arheologic (cod LMI CJ-I-s-A-07164)  situat pe teritoriul comunei Săndulești, județul Cluj, în apropiere de „Izvorul Romanilor” (coordonatele izvorului: 46.592252 / 23.712100, respectiv 46°35.535' N / 23°42.726' E). Pe imaginile din satelit de la Google Maps izvorul este ușor de identificat, la capătul noului drum lateral din drumul Turda-Petreștii de Jos, prin care s-a creat o cale de acces pentru automobiliști până la izvor.
În acest punct se afla în perioada romană principala carieră a orașului și a castrului roman Potaissa. În secolul al XIX-lea, când urmele exploatărilor romane mai erau vizibile, s-au făcut observații detaliate privind tehnicile de desprindere a blocurilor de calcar și de avansare în masiv.

## Galerie de imagini

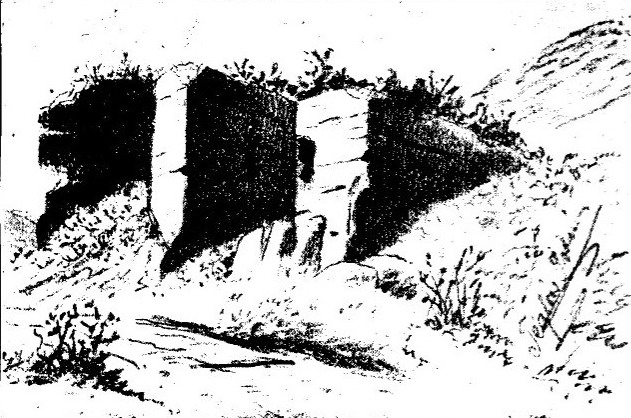
„Vagottkö” („Piatra Tăiată”), desen de Téglás István din secolul al XIX-lea